# Анпон
Анпо́н (фр. Annepont) — коммуна во Франции, находится в регионе Пуату — Шаранта. Департамент коммуны — Шаранта Приморская. Входит в состав кантона Сен-Савиньен. Округ коммуны — Сен-Жан-д’Анжели.
Код INSEE коммуны — 17011.

## Население
Население коммуны на 2010 год составляло 340 человек.
| 1962 | 1968 | 1975 | 1982 | 1990 | 1999 | 2010 |
| ---- | ---- | ---- | ---- | ---- | ---- | ---- |
| 216  | 184  | 177  | 220  | 208  | 267  | 340  |

## Экономика
В 2010 году среди 216 человек трудоспособного возраста (15—64 лет) 151 были экономически активными, 65 — неактивными (показатель активности — 69,9 %, в 1999 году было 70,4 %). Из 151 активных жителей работали 142 человека (75 мужчин и 67 женщин), безработных было 9 (0 мужчин и 9 женщин). Среди 65 неактивных 14 человек были учениками или студентами, 31 — пенсионерами, 20 были неактивными по другим причинам.